# Nantucket Central Railroad
| Lokomotive Nr. 2 am Nantucket Harbour |                           |                                         |                                         |
| Streckenverlauf |                           |                                         |                                         |
| Streckenlänge: | 14 km                     |                                         |                                         |
| Spurweite: | 914 mm (engl. 3-Fuß-Spur) |                                         |                                         |
| |                           |                                         |                                         |
| \| \| 0 \| Siasconset 41° 15′ 44″ N, 69° 57′ 50″ W \| Siasconset 41° 15′ 44″ N, 69° 57′ 50″ W \| \| \| 14 \| Nantucket41° 17′ 9″ N, 70° 5′ 51″ W \| Nantucket41° 17′ 9″ N, 70° 5′ 51″ W \| |                           |                                         |                                         |
| Kopfbahnhof Streckenanfang (Strecke außer Betrieb) | 0                         | Siasconset 41° 15′ 44″ N, 69° 57′ 50″ W | Siasconset 41° 15′ 44″ N, 69° 57′ 50″ W |
| Kopfbahnhof Streckenende (Strecke außer Betrieb) | 14                        | Nantucket41° 17′ 9″ N, 70° 5′ 51″ W     | Nantucket41° 17′ 9″ N, 70° 5′ 51″ W     |

Die Nantucket Central Railroad Company in Siasconset baute und betrieb 1881–1917 eine 14 km lange Schmalspurbahn mit einer Spurweite von 3 Fuß (914 mm) auf der Insel Nantucket in Massachusetts. 

## Streckenverlauf
Die Strecke verband Siasconset mit der Stadt Nantucket.  Sie wurde 1881 gebaut und in Betrieb genommen und 1917 stillgelegt, als die Schienenfahrzeuge während des Ersten Weltkriegs nach Frankreich verschifft wurden. Viele Jahre nach der Stilllegung wurde ein auf der Insel verbliebener Eisenbahnwagen in ein beliebtes Restaurant umgebaut. 
Ursprünglich hieß die Bahngesellschaft Nantucket Railroad, aber ein Bankrott von 1895 machte eine Neufirmierung unter dem neuen Namen erforderlich, den sie bis 1917 trug.

## Lokomotiven
| Nummer | Name       | Hersteller               | Achsfolge | Baujahr | Werksnummer | Bemerkungen                                                                            |
| ------ | ---------- | ------------------------ | --------- | ------- | ----------- | -------------------------------------------------------------------------------------- |
|        | Dionis     | Baldwin Locomotive Works | 4-4-0T    |         |             | Ursprünglich für die Danville, Olney and Ohio River Railroad gebaut; 1901 verschrottet |
|        | Sconset    | Mason Machine Works      | 0-4-4     |         |             | 1888 von der Boston, Revere Beach & Lynn Railroad erworben                             |
| 1      |            | Hinkley Locomotive Works | 4-4-0T    |         |             | Ursprünglich 1879 für die Boston, Revere Beach & Lynn Railroad gebaut; 1901 erworben.  |
| 2      |            | Alco                     | 2-4-4     | 1910    |             | 1917 für zur Allied Expeditionary Force, Bordeaux, Frankreich verschifft               |
|        | Siasconset | Fairbanks-Morse Company  | 4wPM      | 1907    |             | Leichtbenzin-Triebwagen für 10 Fahrgäste                                               |